# Alcoa Banner
Die Alcoa Banner (ex SS Sundance) war ein US-amerikanischer Frachter, der im Zweiten Weltkrieg durch einen deutschen Luftangriff im Januar 1945 in Antwerpen schwer beschädigt wurde. Das Wrack wurde wieder hergerichtet und von der United States Army mit Giftgas beladen im Rahmen der Operation Davy Jones’ Locker 1946 vor Norwegen im Skagerrak versenkt.

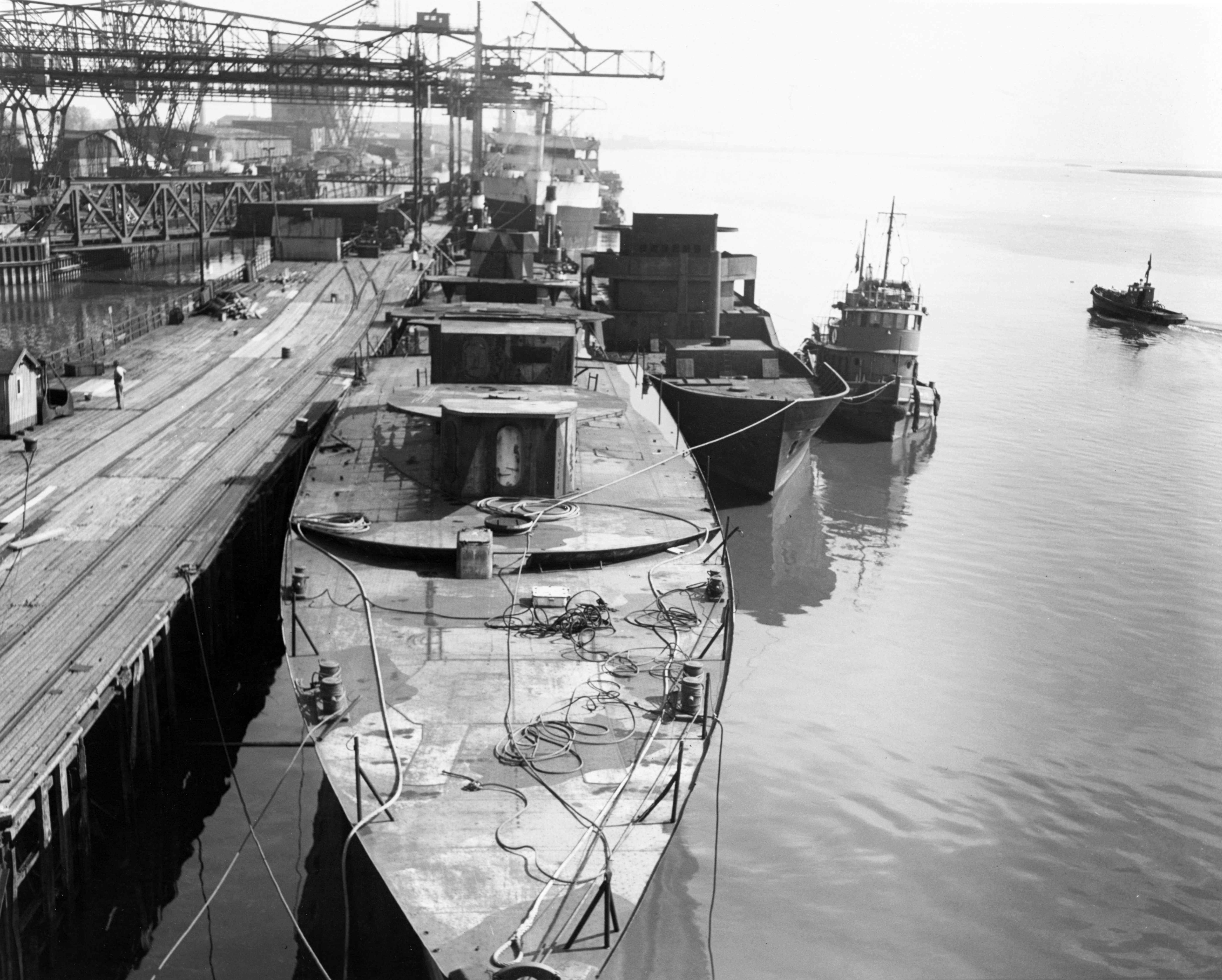
Ex-German ships at Nordenham, Germany, 2 July 1946 (SC 250116)

## Geschichte
Die Sundance lief 1919 vom Stapel, Eigentümerin war der U.S. Shipping Board. Vom Board wurde das Schiff verschiedenen Reedereien zugewiesen, so der Ward Line, die sie im Liniendienst New York City – Kuba einsetzte. 1928 wurde sie von der South Atlantic SS Co. erworben und möglicherweise im Liniendienst Ostküste USA – Großbritannien eingesetzt. Eventuell wurde die Sundance in dieser Zeit nach Panama ausgeflaggt. Am 29. April 1941 wurde sie von Alcoa erworben und in Alcoa Banner umbenannt. Bereedert wurde das Schiff von der 1917 gegründeten Alcoa Steamship Company.
1942 wurde die Alcoa Banner von der War Shipping Administration requiriert, aber weiter von Alcoa betrieben. Vom 21. bis 31. Mai 1942 nahm sie am Nordmeergeleitzug PQ 16 teil. Am 7. Juli 1943 wurde der Frachter vor Brasilien, als Teil des Geleitzuges BT 18 von einem U-Boot der Kriegsmarine angegriffen und dabei versehentlich von einem anderen Konvoifahrer, der James Robertson, gerammt, aber nicht schwer beschädigt. Im Juni 1944 wurde die Alcoa Banner im Rahmen der Operation Overlord bei der Landung der Alliierten in der Normandie eingesetzt.
Am 24. Januar 1945 wurde der Frachter bei einem Angriff von Strahlturbinenbombern vom Typ Arado Ar 234 des Kampfgeschwaders 76 in Antwerpen so schwer getroffen, dass sie praktisch zum Wrack wurde. Bei dem Angriff kamen zwei Besatzungsmitglieder ums Leben. Das Wrack wurde offenbar 1945/46 soweit hergerichtet, dass es beladen und geschleppt werden konnte. Es wurde von der United States Army mit Giftgas beladen und im Rahmen der Operation Davy Jones´ Locker vermutlich am 14. Juli 1946 rund 20 Seemeilen südlich der norwegischen Stadt Arendal in der Nordsee im Seegebiet des Skagerrak auf Position 58° 18′ N, 9° 36′ O  versenkt. Das Wrack soll jedoch aktuell auf Position 58° 19′ N, 9° 38′ O in einer Tiefe von 550 m liegen.
Die Versenkung wurde von der britischen Wochenschau British Pathé aufgenommen, allerdings der Schiffsname irrtümlich als Alco Banner angegeben.